# Maxime Collin
Pour les articles homonymes, voir Collin.
Maxime Collin est un acteur et un homme d'affaires québécois né le 6 décembre 1979 à Montréal (Canada). Maxime avait 11 ans lorsqu'il a été choisi en 1992 pour jouer le rôle titre du film Léolo puis en 1993 pour le rôle de Benoît Painchaud dans le film Matusalem. Il eut plusieurs rôles dans les années suivantes et à l'âge de 17 ans, il a décidé de prendre moins de rôles. Par la suite, il se décrit lui-même comme tombé dans l'oubli. Après avoir suivi une formation de courtier en assurances, il s'est lancé en affaires en tant que propriétaire d'un salon d'esthétique automobile.

## Filmographie
- 1990 : Les Filles de Caleb (série télévisée) : Honoré Bordeleau
- 1991 : La Bande à Bubu (série télévisée)
- 1992 : Tirelire, combines et cie : Christian
- 1992 : Coup de chance (TV)
- 1992 : Léolo : Leolo
- 1993-1999 : Ent'Cadieux (série télévisée)
- 1993 : Zap (série télévisée) : David McKay
- 1993 : Rendez-moi mon enfant (Les Marchands du silence) (TV) : Raphael
- 1993 : Matusalem : Benoit Painchaud
- 1994 : Craque la vie! (TV) : Alex April
- 1994 : René Lévesque (série télévisée) : René Lévesque, adolescent
- 1997 : Matusalem II : Benoit Painchaud